# Merdeka (Siantar Timur)
Merdeka is een bestuurslaag in het regentschap Pematang Siantar van de provincie Noord-Sumatra, Indonesië. Merdeka telt 3371 inwoners (volkstelling 2010).